# Mitch Fifield
Mitchell Peter „Mitch” Fifield (ur. 16 stycznia 1967 w Sydney) – australijski polityk, członek Liberalnej Partii Australii (LPA). Od 2004 senator ze stanu Wiktoria, od 2015 federalny minister komunikacji i minister sztuki.

## Życiorys

### Kariera zawodowa
Ukończył studia politologiczne na University of Sydney, po czym dobrowolnie odbył służbę wojskową. W latach 1988–1996 pracował w stanowym ministerstwie transportu Nowej Południowej Walii jako jeden z asystentów, a potem doradców ministra. W latach 1996–2003 należał do personelu politycznego federalnego ministra skarbu Petera Costello.

### Kariera polityczna
W 2004 decyzją Parlamentu Wiktorii został wybrany do Senatu Australii, aby dokończyć kadencję senatora Richarda Alstona, który złożył rezygnację. W latach 2007 i 2013 był wybierany na pełne kadencje senackie. We wrześniu 2013 wszedł do szerokiego składu rządu jako wiceminister służb społecznych. W 2015 nowy premier Malcolm Turnbull awansował go do składu gabinetu i powierzył mu trzy równoległe stanowiska: ministra sztuki, ministra komunikacji oraz ministra wspierającego premiera w kwestiach cyfrowej administracji.